# Амба-Мар'ям
А́мба-Ма́р'ям — містечко в центральній частині Ефіопії.
За часів правління Теводроса II було відоме під назвою Мекдела (амх. መቅደላ). Чисельність населення — близько 2000 жителів. За даними перепису 1994 року там проживало трохи більше за 1000 жителів.
| Ефіопія | Це незавершена стаття з географії Ефіопії. Ви можете допомогти проєкту, виправивши або дописавши її. |